# 창원교도소
창원교도소는 경상남도 통합 창원특례시 마산회원구에 소재하고 있는 대구지방교정청 산하의 교도소이다.

본래 마산시 교도소였으나 2010년 (구)창원시,(구) 마산시, (구)진해시 행정구역이 통합창원특례시로 통합됨에 따라 현재 명칭으로(창원교도소) 개정되었다. 미결수용자도 수용한다.

## 연혁
- 1910년 7월 1일 부산감옥 마산분감 개청
- 1961년 마산교도소 개칭
- 1970년 2월 16일 마산시 회원구 신축 이전
- 2010년 8월 2일 창원교도소로 개칭

## 조직
- 소장
- 총무과 - 조직내 소장 다음 서열로 징벌위원회 위원장 겸직
- 보안과
- 분류심사과
- 직업훈련과
- 사회복귀과
- 복지과
- 의료과
- 출정과

## 사건
- 창원지방법원 형사2부(재판장 이완형)는 2018년 11월 8일에 창원교도소에서 수용되어 있을 때인 2017년 7월경 신경 안정제 약물을 받고 투약 여부를 확인하기 위해 "입을 벌리라"는 교도관의 직무상 지시에 불응하여 조사 수용을 위해 동행을 요구받자 이에 응하지 않고 강제로 끌어내려는 기동순찰의 팔을 물어 전치 3주 진단의 상해를 입힌 혐의로 불구속기소된 피고인에 대해 공무집행방해와 상해를 적용해 징역6월을 선고했다.(창원지방법원2018고합158)
- 창원지검 마산지청 형사1부(신태훈 부장검사)는 2019년 6월과 12월 두 차례에 걸쳐 각 담배 5갑씩, 총 10갑을 교도소에 몰래 반입해 흡연한 혐의로 재판에 넘겨진 60대 남성 A씨를 불구속기소했다.

## 같이 보기
- 대한민국 교정본부
- 창원지방검찰청